# Krušljevo Selo
Krušljevo Selo je naselje u Republici Hrvatskoj, u sastavu Grada Oroslavja, Krapinsko-zagorska županija.

## Povijest
Na blagdan sv. Petra i Pavla 1932. godine žandari su provocirali sudionike tradicionalne procesije te pod izlikom tobožnjeg napada na njih otvorili vatru i ubili jednu ženu i jednog muškarca, a više ih ranili. Nakon toga, nekoliko su seljaka odveli u zatvor gdje su ih okrutno zlostavljali.

## Stanovništvo
Prema popisu stanovništva iz 2001. godine, naselje je imalo 509 stanovnika te 166 obiteljskih kućanstava.

Prema popisu stanovništva 2011. godine naselje je imalo 523 stanovnika.
| broj stanovnika | 257   | 340   | 418   | 492   | 547   | 581   | 535   | 578   | 620   | 609   | 574   | 570   | 563   | 561   | 509   | 523   | 486   |
|                 | 1857. | 1869. | 1880. | 1890. | 1900. | 1910. | 1921. | 1931. | 1948. | 1953. | 1961. | 1971. | 1981. | 1991. | 2001. | 2011. | 2021. |